# Quận Greenwood, South Carolina
Quận Greenwood là một quận trong tiểu bang South Carolina. Theo điều tra dân số năm 2000, quận có dân số 66.271 người; dân số năm 2005 ước khoảng 67.979 người.  Quận lỵ đóng ở Greenwood.6

## Địa lý
Theo Cục điều tra dân số Hoa Kỳ, quận có tổng diện tích 463 dặm Anh vuông (1.199 km²), trong đó, 456 dặm Anh vuông (1.180 km²) là diện tích đất và 7 dặm Anh vuông (19 km²) trong tổng diện tích (1.60%) là diện tích mặt nước.

### Các quận giáp ranh
- Quận Laurens, South Carolina - Bắc
- Newberry County, South Carolina - Đông bắc
- Quận Edgefield, South Carolina - Đông nam
- Quận Saluda, South Carolina - Đông nam
- Quận McCormick, South Carolina - Tây nam
- Quận Abbeville, South Carolina - Tây

### Xa lộ chính
| - US 25 - US 178 - · US 178 Bus. - US 221 - SC 10 - SC 34 | - SC 72 - SC 702 - SC 246 - SC 248 - SC 252 |  |

### Các khu bảo tồn quốc gia
- Ninety Six National Historic Site
- Rừng quốc gia Sumter (một phần)

## Thông tin nhân khẩu
Theo cuộc điều tra dân số2 tiến hành năm 2000, quận này có dân số 66.271 người, 25.729 hộ, và 17.753 gia đình sinh sống trong quận này. Mật độ dân số là 146 người trên mỗi dặm Anh vuông (56/km²). Đã có 28.243 đơn vị nhà ở với một mật độ bình quân là 62 trên mỗi dặm Anh vuông (24/km²).  Cơ cấu chủng tộc của dân cư sinh sống tại quận này gồm 65.57% người da trắng, 31.74% người da đen hoặc người Mỹ gốc Phi, 0.18% người thổ dân châu Mỹ, 0.71% người gốc châu Á, 0.04% người các đảo Thái Bình Dương, 1.03% từ các chủng tộc khác, và 0.74% từ hai hay nhiều chủng tộc.  2.87% dân số là người Hispanic hoặc người Latin thuộc bất cứ chủng tộc nào.
Có 25,729 hộ trong đó có 31.70% có con cái dưới tuổi 18 sống chung với họ, 48.70% là những cặp kết hôn sinh sống với nhau, 16.10% có một chủ hộ là nữ không có chồng sống cùng, và 31.00% là không gia đình. 26.30% trong tất cả các hộ gồm các cá nhân và 10.60% có người sinh sống một mình và có độ tuổi 65 tuổi hay già hơn.  Quy mô trung bình của hộ là 2.49 còn quy mô trung bình của gia đình là 3.00.
Cơ cấu độ tuổi dân cư quận này như sau 25.50% dưới độ tuổi 18, 10.40% từ 18 đến 24, 28.20% từ 25 đến 44, 22.20% từ 45 đến 64, và 13.70% người có độ tuổi 65 tuổi hay già hơn.  Độ tuổi trung bình là 35 tuổi. Cứ mỗi 100 nữ giới thì có 88.40 nam giới. Cứ mỗi 100 nữ giới có độ tuổi 18 và lớn hơn thì, có 84.60 nam giới.
Thu nhập bình quân của một hộ ở quận này là $34.702, và thu nhập bình quân của một gia đình ở quận này là $42.022. Nam giới có thu nhập bình quân $30.759 so với mức thu nhập $23.820 đối với nữ giới. Thu nhập bình quân đầu người của quận là $17.446. Khoảng 9,90% gia đình và 14,20% dân số sống dưới ngưỡng nghèo, bao gồm 17,70% những người có độ tuổi 18 và 14,10% là những người 65 tuổi hoặc già hơn.

## Thành phố và thị trấn
Đô thị
- Greenwood
- Hodges
- Ninety Six
- Troy
- Ware Shoals

Không hợp nhất
- Bradley
- Cokesbury
- Coronaca
- Kirksey
- Pittsburg
- Promised Land